# Алта ИФ
Алта Идретсфоренинг (на норвежки: Alta Idrettsforening) е норвежки футболен клуб, базиран в едноименния град Алта. През сезон 2013 г. се състезава в третото ниво на норвежкия футбол Одсенлиген (Oddsenligaen). През сезон 2014 г. се завръща отново във второто ниво на норвежкия футбол Адеколиген. Играе мачовете си на стадион Алта Идретспарк с 3000 места и при лоши атмосферни условия в залата с игрище за футбол с изкуствена настилка Финмарксхален (Finnmarkshallen) с 1000 места.